# Hydrotrioxyde
Un hydrotrioxyde est un composé chimique de formule ROOOH, où R représente un groupe alkyle ou l'atome H. Les hydrotrioxydes les plus simples sont le trioxyde d'hydrogène HOOOH et l'hydrotrioxyde de méthyle CH3OOOH.
Les hydrotrioxydes sont des composés très oxydants et thermiquement instables, utilisés en synthèse organique. Ils se forment aussi dans l'atmosphère par réaction de peroxydes RO2 avec le radical hydroxyle OH, mais sont rapidement détruits, avec des demi-vies de quelques minutes à quelques heures.

## Chimie en solution
Des hydrotrioxydes sont produits lors de l'ozonolyse à basse température de composés organiques saturés dissous dans des solvants organiques. Ce sont des sources d'oxygène singulet 1O2, issu de leur décomposition,.
Les hydrotrioxydes sont employés pour préparer des oxétanes et des composés carbonylés, par réaction avec des alcènes à la température de la neige carbonique.

## Chimie atmosphérique
Dans l'atmosphère, des hydrotrioxydes se forment par combinaison des radicaux RO2 et OH. Cette réaction, exothermique (de l'ordre de 130 kJ/mol), conduit à un hydrotrioxyde excité :
RO2 + OH → ROOOH*
Cette espèce excitée peut ensuite :
- soit se décomposer en donnant un alcoxyle et un radical hydroperoxyle :
ROOOH* → RO + HO2 ;
- soit, moins fréquemment, se décomposer en donnant un alcool et une molécule de dioxygène :
ROOOH* → ROH + O2 ;
- soit encore se désexciter à la suite d'un choc avec une molécule de l'air :
ROOOH* + M → ROOOH + M.

Ces réactions, prévues théoriquement dès 2016, ont été observées expérimentalement en 2022, notamment avec R = (HOOCH2)2NCH2, et les hydrotrioxydes dérivés de (CH3)2S (sulfure de diméthyle), C4H8 (but-1-ène), C5H8 (isoprène), C7H8 (toluène) et C10H16 (α-pinène) ont été détectés. Dans l'atmosphère, ceux dérivés de l'isoprène pourraient atteindre des concentrations de l'ordre de 107 molécules/cm3.